# Yazz
Yazz, egentligen Yasmin Evans, född 19 maj 1960 i Shepherd's Bush, London, är en brittisk popsångerska. Hon är mest känd för låten The Only Way Is Up från 1988 som var etta i både Sverige och Storbritannien. Det var hennes enda stora hit i Sverige. Hon var väldigt populär i hemlandet. I Storbritannien hade hon hits som Doctorin' the House, Stand Up for Your Love Rights och Fine Time. 
I november 2016 släppte det brittiska skivbolagen Cherry Pop Records en nyutgåva av albumet Wanted, innehållandes tre CD-skivor med extramaterial.

## Diskografi
- Wanted 1988
- The Wanted Remixes 1989
- One on One 1994
- Natural Life 1997
- At Her Very Best 2001
- Running Back to You 2008